# نانا ناتسومه
نانا ناتسومه (انگلیسی: Nana Natsume؛ زاده ۲۳ ژانویهٔ ۱۹۸۰) یک بازیگر پورنوگرافی اهل ژاپن است.عکس و فیلم موجود نیست.